# Prescott (Wisconsin)
Prescott è un comune degli Stati Uniti d'America, situato nello Stato del Wisconsin, nella contea di Pierce.